# طواف قوانغشي
طواف قوانغشي هو سباق الدراجات يقام سنوياً في قوانغشي،الصين.بدأ السباق لأول مرة في 2017.

## الفائزون
| السنة | الفائز               | الثاني             | الثالث           |                 |
| ----- | -------------------- | ------------------ | ---------------- | --------------- |
| 2017  | تيم فيلانز           | باوك موليما        | نيكولاس روش      |                 |
| 2018  | جياني موسكون         | فيليكس جروس شارتنر | سيرجي تشيرنيتسكي |                 |
| 2019  | إنريك ماس            | دانييل مارتينيز    | دييغو روزا       |                 |
| 2020  | تم إلغاء السباق      | تم إلغاء السباق    | تم إلغاء السباق  | تم إلغاء السباق |
| 2021  | تم إلغاء السباق      | تم إلغاء السباق    | تم إلغاء السباق  | تم إلغاء السباق |
| 2022  | تم إلغاء السباق      | تم إلغاء السباق    | تم إلغاء السباق  | تم إلغاء السباق |
| 2023  | Milan Vader ‏         | Rémy Rochas ‏       | إيثان هايتر      |                 |
| 2024  | Lennert Van Eetvelt ‏ | Oscar Onley ‏       | Alex Baudin ‏     |                 |

## وصلات خارجية
- الموقع الرسمي